# Storia di Paternò
Paternò è una città siciliana in provincia di Catania, della quale è uno dei centri più antichi per fondazione. Nel corso dei secoli ha seguito le vicende storiche della Sicilia attraverso le varie dominazioni, fino all'annessione al Regno d'Italia del 1860.

## Preistoria
La frequentazione umana nel territorio in cui sorge l'odierna città di Paternò è attestata a partire dal Neolitico, mentre tracce di insediamenti umani risalirebbero all'età del rame e del bronzo. La presenza di numerosi reperti archeologici, testimoniano tracce della presenza umana fin dalla preistoria: la sua posizione intermedia tra la pianura e l'Etna, strategica per molti fattori, nonché l'abbondanza di acque, hanno sempre attratto l'uomo, che ha sfruttato la fertilità dei terreni per l'agricoltura.
Importanti tracce dell'attività umana in epoca preistorica sono infatti testimoniate dalle ceramiche neolitiche di contrada Tre Fontane e Poggio Rosso, stazioni preistoriche dell'area etnea - classificate come stentinelliane - fondate su un'area vulcanica, risalenti con ogni probabilità al III millennio a.C., scoperte dall'archeologo Corrado Cafici e da quest'ultimo documentate nel 1915 nel suo Contributi allo studio del neolitico siciliano, che sono oggi conservate presso il Museo archeologico di Siracusa.
La presenza di altri insediamenti preistorici è stata individuata anche presso le salinelle di contrada San Marco, al Monte Castellaccio, a Poggio Cocola, e nell'acropoli basaltica, grazie ad una serie di scavi archeologici avviata nel 1994 dal dipartimento regionale dei Beni Culturali, che hanno portato alla luce l'esistenza di un antico villaggio a ridosso del fiume Simeto.
I materiali rinvenuti dagli scavi effettuati dopo il 1994, sono invece conservati presso locali messi a disposizione dal Comune. La presenza di un deposito ben organizzato ha reso possibile, anche grazie all'intervento di volontari, la pulitura e il restauro di una parte del numeroso materiale archeologico rinvenuto una selezione del quale è esposta presso il Museo civico Gaetano Savasta.

## Storia antica

### I villaggi diHybla GereatiseInessa
La fondazione di un villaggio nel territorio dell'odierna città di Paternò viene fatta risalire all'epoca anteriore a quella greca, su un sito di origine vulcanica, che fu probabilmente abitato fin dall'età di Thapsos. Fino ai giorni nostri, gli studiosi dibattono su quale fu il nome dell'antico abitato della città etnea. Essi tuttavia fanno riferimento a due città contigue o parallele, di origine sicana, che sarebbero esistite in epoca antica: Hybla Gereatis (Υβλα) e Inessa (Ινεσσα).
Per lo storico greco Tucidide i due villaggi di Hybla e Inessa erano situate nella stessa zona., per il geografo Strabone e gli storici romani Cicerone e Plinio il Vecchio, fu il villaggio di Inessa-Aitna l'attuale città di Paternò, che essi descrissero come una «città situata vicino Centuripe e 12 miglia lontano da Catania». Diversi secoli più tardi, lo storico Tommaso Fazello prima, e successivamente il geografo Filippo Cluverio, identificarono l'antico centro di Hybla con l'attuale centro di Paternò. Più preciso al riguardo, fu lo storico Eugenio Manni, che nel suo volume Geografia fisica e politica della Sicilia antica, identificò Ibla con Paternò e Inessa-Aitna con la località Civita.
Questi due villaggi, secondo Tucidide, ed anche Menippo di Gadara, furono all'origine popolati dai Sicani - da molti storici considerati come la popolazione autoctona dell'isola -  i quali sarebbero stati cacciati dai loro villaggi per opera dei Siculi, nella guerra che li vide contrapposti, e costretti a ritirarsi nella parte occidentale della Sicilia. I Siculi vi si insediarono intorno al IV millennio a.C., sfruttarono il tipo di superficie per cavare dalle rocce i blocchi di lava ed estrarre gli utensili da lavoro e le macine, e vi costruirono edifici sulla parte sommitale del colle vulcanico. Il nome Ibla deriva chiaramente da quello di una divinità sicula, corrispondente alla greca Afrodite. Inoltre, il villaggio fu chiamato Hybla Gereatis per distinguerlo da altri villaggi dell'isola con lo stesso nome. Le fonti sono frammentarie e mancano campagne di scavo sistematiche che consentano di risolvere la questione. Un altro storico locale, il religioso Frà Placido Bellia, nel suo manoscritto dal titolo Storia di Paternò, che terminò nel 1808, vi attestò che nel suo convento furono rinvenute in uno scavo di ghiaia l'ara di cui sopra inciso "Veneri Hyblensi" e una lapide con scritta "Paternò Hybla Major", documenti conservati al Museo Biscari di Catania. Anche se non esistono, allo stato delle conoscenze, elementi definitivi per risolvere con assoluta certezza l'intricato problema topografico, stante per altro la supposta vicinanza delle due antiche città, la controversia trova, come si vede, una pressoché totale convergenza di consensi sulla identificazione di Hybla con l'odierna Paternò.
Hybla e Inessa caddero in mano greca attorno al 460 a.C., quando furono assediate dai Siracusani guidati dal tiranno Gerone I. A Inessa, nel 461 a.C., si rifugiarono i Dori di Katane dopo la sconfitta del loro capo Trasibulo ad opera dei Siracusani. I due centri furono così ellenizzati, ed altresì coinvolti nelle guerre tra i Siracusani e gli Ateniesi, da questi ultimi devastate, ed in seguito dai primi riconquistate nel 403 a.C., quando al potere salì Dionisio il Vecchio: ad Aitna Dionisio inviò nel 396 a.C., truppe di mercenari campani al suo soldo, i quali compirono numerose stragi di popolazione, per aver questi favorito gli Ateniesi nel 415 a.C.. Aitna e Hybla, assieme alle altre città della Sicilia orientale, furono liberate nel 339 a.C. dai Corinzi guidati dal generale Timoleonte, che eliminarono i campani. 
Tracce dell'epoca greca a Paternò sono testimoniate da dei manufatti rinvenuti sulla rupe basaltica nel 1909, detti gli "argenti di Paternò", che oggi si trovano al Pergamonmuseum di Berlino.

### Il periodo romano (243 a.C. - 476)

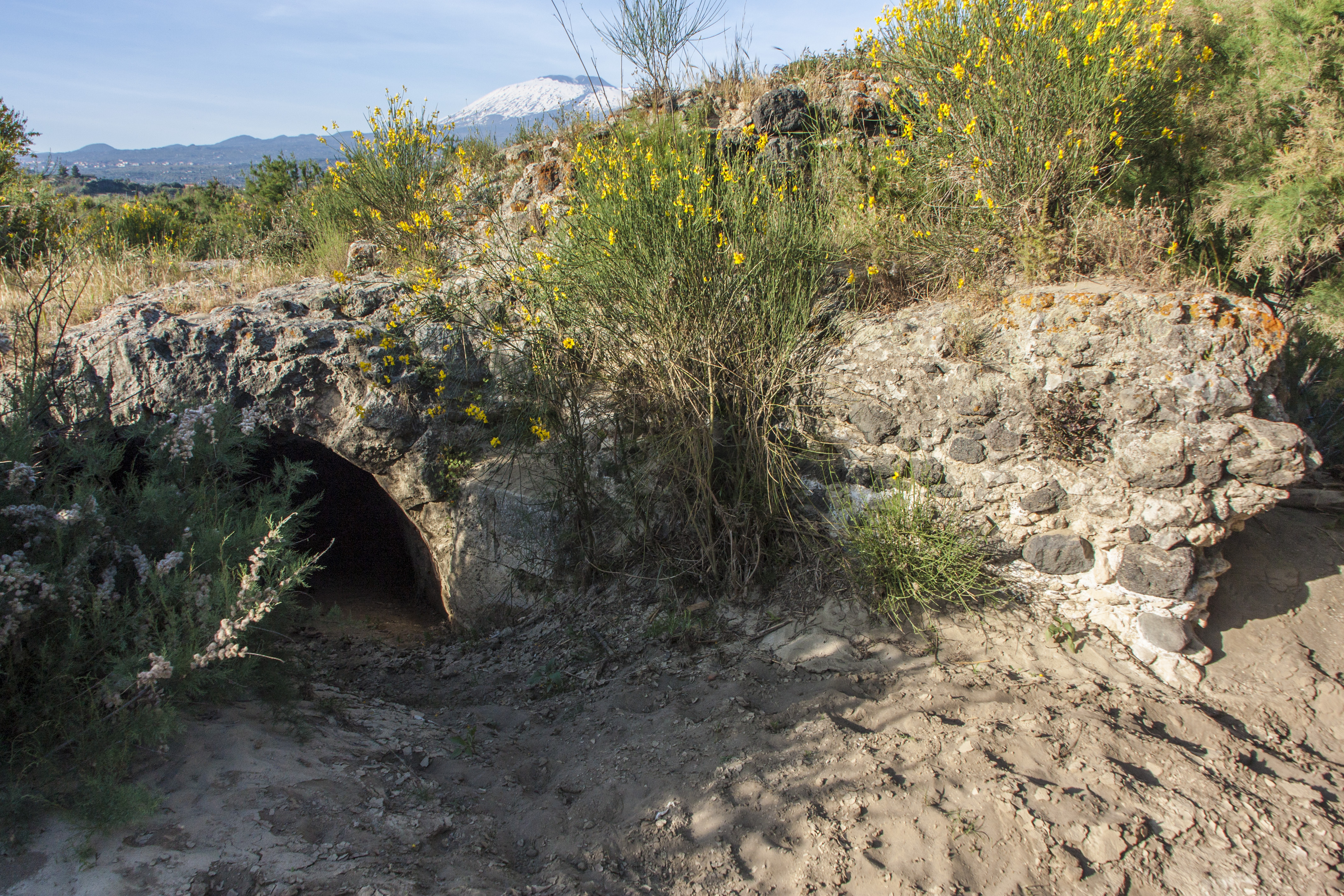
Il Ponte di Pietralunga, risalente all'epoca della dominazione romana.

Nel 264 a.C., scoppiò la prima guerra punica, che vide contrapposti i Cartaginesi e i Romani, questi ultimi con ambizioni espansionistiche sul Mediterraneo. Aitna ed Hybla, si schierarono dalla parte dei primi, ma essendo usciti sconfitti alla fine del conflitto, i due villaggi caddero inesorabilmente sotto la dominazione romana. Le truppe romane, guidate dal console Manio Otacilio Crasso, entrarono in Aitna attorno al 243 a.C., subito dopo aver costretto alla resa le città di Adranon e Centuripae, e conquistato altre sessantasette città sicule, compresa Catania.
La Sicilia, divenuta provincia romana, subì la loro tirannia e lo sfruttamento con la riduzione in schiavitù dei suoi abitanti. Questa circostanza portò nel 136 a.C., alla rivolta capeggiata da Euno e Cleone di Cilicia, passata alla storia come prima guerra servile. Nel corso di questa battaglia, Aitna funse da luogo di riparo di molti ribelli, ma assieme ad Hybla, i danni maggiori lì subì al termine della seconda guerra servile, in quanto danneggiate furono loro le attività agricole e pastorizie. La situazione peggiorò ulteriormente con Gaio Licinio Verre, pretore in Sicilia nel 73 a.C., che ordinò di fare estorsioni, rapine e violenze di ogni genere ai danni degli iblei e degli inessini, costringendoli alla forzata consegna di trecentomila moggi di frumento e al pagamento di cinquantamila sesterzi in danaro: Aitna e Hybla, infatti, rientravano nell'elenco delle civitas decumanae della Sicilia.
Le città della Sicilia, coinvolte nella guerra civile tra Cesare e Pompeo, conobbero un'altra fase di battaglie e di distruzioni varie. Nella fattispecie, le due città di Aitna e Hybla Geratis scomparvero improvvisamente dalle cronache del tempo, che probabilmente a causa di questi ultimi eventi furono mandate in rovina. Nel 476, avvenne la caduta dell'Impero romano d'Occidente, e dopo questo evento si persero le tracce delle due antiche città di Aitna e Hybla: secondo il geografo Strabone i due villaggi siculi scomparvero attorno al II secolo a.C..
All'epoca romana risalgono strutture di cui oggi si conservano alcuni resti: l'acquedotto e il Ponte di Pietralunga. Molto fiorenti in quell'epoca, furono le coltivazioni del grano, dell'orzo e degli ulivi.

## Storia medievale

### I Barbari e i Bizantini (476-901)
La caduta dell'Impero romano d'Occidente, causata dal suo indebolimento politico e militare, e dalle invasioni dei Barbari, portò alla formazione dei Regni romano-barbarici. In Sicilia giunsero gli Ostrogoti, che l'annessero al loro Regno. L'imperatore bizantino Giustiniano I volendo riprendere l'antico dominio, spedì Belisario, e costui senza grande fatica riuscì a cacciare dall'isola i Goti dopo diciotto anni di occupazione, nella battaglia denominata Guerra gotica.
Catania fu liberata da quella dominazione intorno al 546, così come fu probabilmente anche per Aitna, che circa quel tempo prendeva il nome di Paternón, ma a tutt'oggi, non si hanno fonti storiche attendibili che attestano la nascita del nuovo toponimo. Dell'epoca bizantina si hanno scarse notizie nelle fonti storiche, gran parte delle quali riportano scarne informazioni in merito all'intenso processo di cristianizzazione che portò alla diffusione dello stile di vita monastico e alla costruzione di eremi, tra i quali, quello importantissimo di San Vito (dal VI secolo).

### Gli Arabi (901-1061)

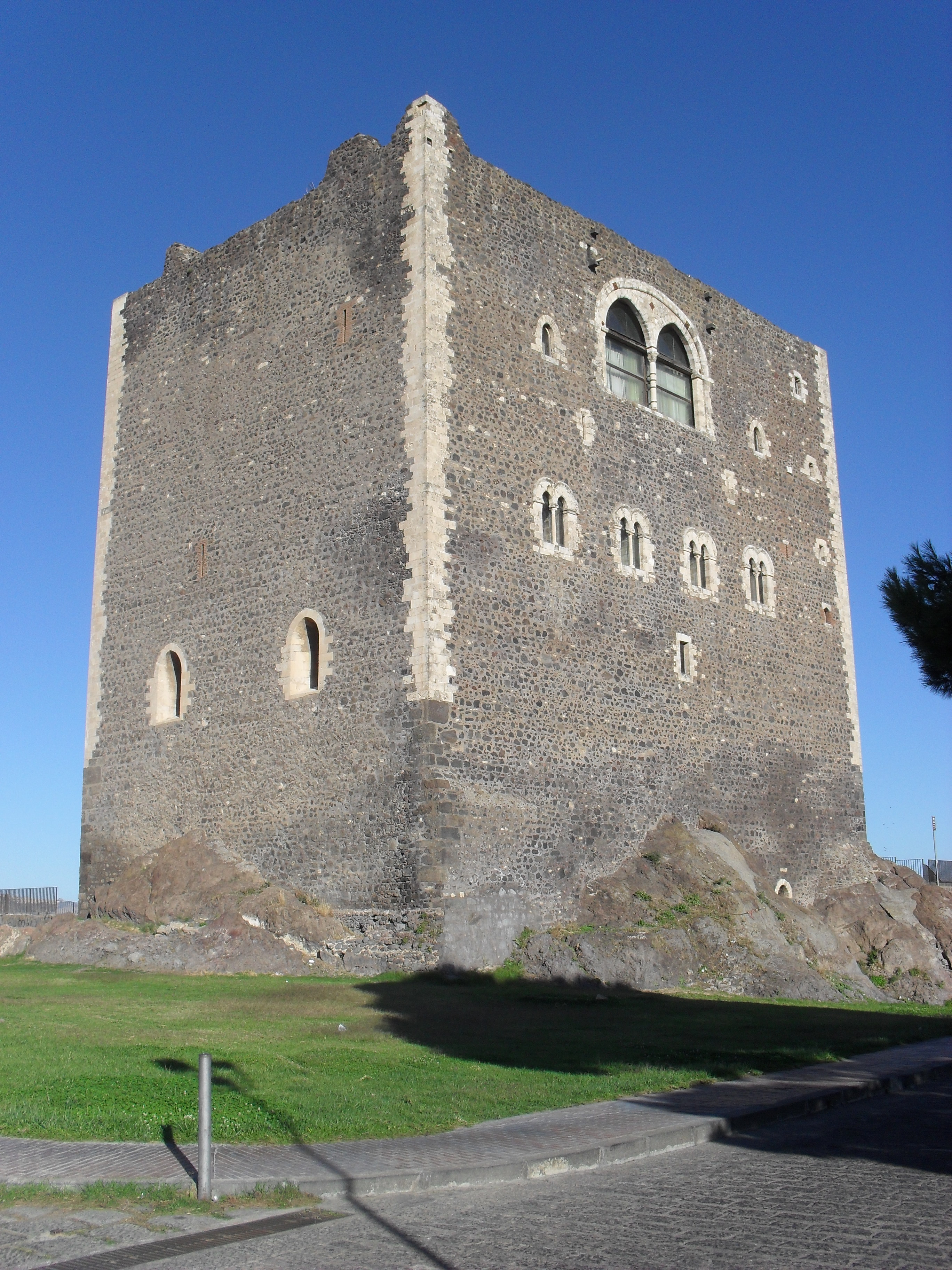
Il donjon di Paternò, principale simbolo della città ed emblema della storica presenza normanna.

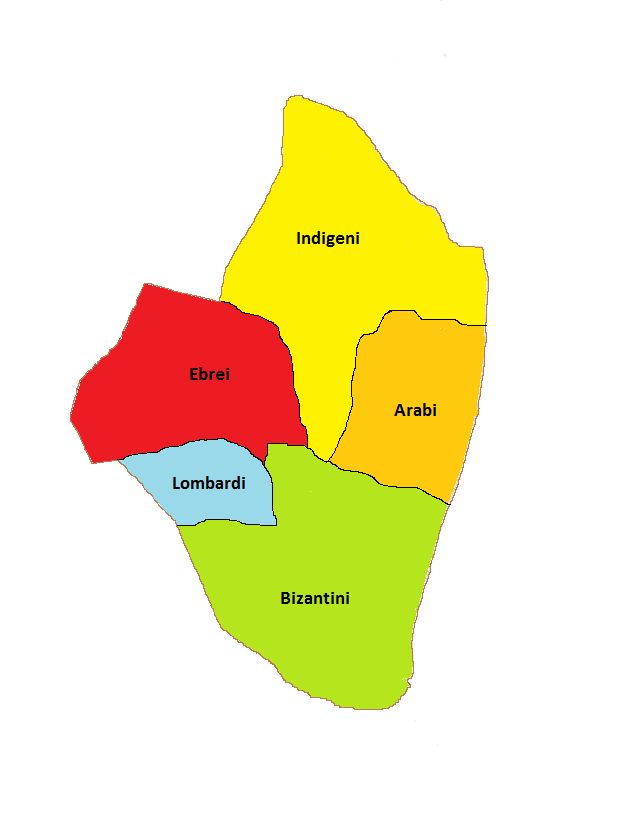
Suddivisione in quartieri etnici del colle di Paternò in epoca aleramica.

La debolezza politico-istituzionale e militare che caratterizzò anche l'Impero romano d'Oriente, impediva la difesa dei suoi territori dalle continue scorrerie di Vandali e Goti in Sicilia. A costoro si aggiunsero anche i Saraceni, che a partire dall'824 penetrarono militarmente dalla parte occidentale dell'isola, e compirono numerose violenze e rapine ai danni delle popolazioni. Paternò, assieme alle altre città della Sicilia orientale fu tra le ultime ad arrendersi, e cadde in mano araba verso il 901
Facendo parte dell'Emirato di Sicilia, Paternò, inserita amministrativamente nel Val Demone, divenne probabilmente uno dei casali più popolosi della Sicilia, così come indicava l'elenco delle principali città dell'isola redatto intorno al 985 dal viaggiatore-geografo arabo Al-Muqaddasi, con il nome Batarnū (بترنو). La fertilità dei luoghi permise la ripresa delle attività agricole e pastorizie in tutto il territorio, e gli Arabi introdussero le colture degli agrumi e del baco da seta. All'epoca del dominio arabo - o forse ad età più antica - risalrebbe, secondo lo storico Francesco Giordano, la realizzazione del tunnel che si snoda sotto la Collina storica della città; si tratterebbe di un qanat, ovvero un canale idrico per il trasporto e l'approvvigionamento idrico nell'antica Paternò, il cui abitato sorgeva sul colle. Tracce del dominio arabo sono riscontrabili unicamente sullo stile urbanistico, fatto di stradette e da una grande concentrazione di abitazioni, che rendono l'abitato simile ad una casbah, ovvero una vera e propria rocca o fortezza araba installata nella collina.
Nel 1059, veniva ratificato il Concordato di Melfi tra il papa Niccolò II e i condottieri normanni Roberto il Guiscardo e Riccardo I di Aversa, che stabiliva la latinizzazione dell'Italia meridionale - dove ancora esisteva il rito bizantino - e la spedizione per la conquista dell'Emirato di Sicilia, ormai in fase di disgregazione. 

### Paternò nel Regno di Sicilia
I Normanni, guidati Ruggero d'Altavilla, fratello del Guiscardo, penetrarono in Sicilia dapprima espugnando Messina (1060), e successivamente altre località della Val Demone. Venne attaccata Centuripe, ma l'impresa fallì, poiché in essa trovarono la resistenza degli Arabi, ed allora si riversarono sulla pianura di Paternò, dove attesero per otto giorni l'attacco saraceno. I Normanni, appoggiati dall'arabo Ibn-Thimna, assediarono Castrogiovanni, dove costoro con poco più di 700 uomini si ritrovarono ad affrontare 15.000 saraceni guidati da Ibn-Hawwasci, signore della città. Venuti a battaglia, gli islamici furono sconfitti e subirono la perdita di circa 10.000 soldati. Paternò, liberata dal dominio saraceno verso il 1061, fu scelta da Ruggero come sua dimora, e come luogo di sosta per otto giorni col suo esercito di 1.000 fanti e 1.000 cavalieri, trovandovi sufficiente vettovagliamento per gli uomini e biade per le bestie.
L'impresa normanna fu certamente agevolata dalle caratteristiche etnografiche della città etnea, tra le meno islamizzate della Sicilia. A Paternò la componente etnica formata da indigeni e bizantini, di religione cristiana, fu quella maggioritaria, mentre il resto era costituito da minoranze numericamente insignificanti di ebrei e musulmani. L'Altavilla si infeudò la città, che nel 1072 elevò a contea, e contestualmente vi fece edificare il dongione. Da Paternò, nel 1075 partì l'assalto alla città di Catania, ancora in mano agli Arabi. La spedizione, guidata da Ugo di Jersey - primo conte di Paternò e genero dell'Altavilla - assieme al cognato Giordano d'Altavilla, all'insaputa di Ruggero, fu tragica: Benavert, signore di Siracusa, venuto a sapere dell'imminente attacco normanno, fece rifornire le proprie guarnigioni di altri militari provenienti dal Nordafrica. Il Jersey si mosse a capo di 30 cavalli, ma i musulmani in superiorità numerica, dopo aver provocato gli avversari, risposero con un'imboscata in località Mortelletto, ed inflissero una dura sconfitta alle truppe del Jersey - quest'ultimo caduto in battaglia - in cui vi fu una strage dei militari normanni. Giordano che riuscì a sopravvivere e fuggire, si rifugiò nella rocca paternese assieme ai militari superstiti. L'uccisione del Jersey determinò la reazione di Ruggero, che tornato dalla Calabria, nel 1076 assediò con i suoi uomini il castello saraceno sul Monte Iudica, a sud di Paternò, distruggendolo e sterminando tutti i nemici. Nel periodo della conquista normanna della Sicilia orientale, Paternò fu quindi un'importante base per le strategie militari dell'Altavilla, che contribuirono significativamente alla definitiva liberazione dell'isola dal dominio arabo nel 1091. 
Flandina d'Altavilla, vedova del Conte di Paternò e figlia del Gran Conte Ruggero, nel 1089 sposò Enrico del Vasto, conte di Polcastro, e attraverso questa unione, la Contea passava di fatto agli Aleramici. In epoca normanno-aleramica, importante fu il contributo dato per la riaffermazione della religione cristiana, che dopo oltre un secolo di oppressione islamica, tornò ad essere liberamente professata dagli abitanti: vennero edificati numerosi monasteri e chiese, delle quali oggi rimangono soltanto la chiesa di Santa Maria dell'Alto e la chiesa di Santa Maria della Valle di Josaphat, quest'ultima voluta dalla contessa Adelasia del Vasto, sorella di Enrico, che aveva sposato il Gran Conte Ruggero. Alla medesima epoca risale la costruzione di nove porte per assicurarne la difesa da eventuali attacchi nemici. Inoltre, con gli Aleramici giunsero a Paternò nutrite colonie di «lombardi», dall'Italia settentrionale.
La Contea di Paternò fu soppressa nel 1200 - alla morte del conte Bartolomeo de Luci - e reintegrata al demanio, finché nel 1209 il giovane sovrano Federico II di Svevia la assegnò a Pagano Parisi (o de Parisio), che ne assunse la signoria in quanto marito di Margherita de Luci, figlia di Bartolomeo. Il dominio feudale del Parisi cessò nel 1213 perché accusato di sedizione contro il Re di Sicilia, che gliela confiscò; in epoca sveva, ebbero successivamente la signoria su Paternò, Beatrice Lancia (1234-1250) e Galvano Lancia (1251-1268). Estintasi la dinastia sveva, con la morte del Re Manfredi nel 1266, ci fu lo sterminio per ordine di Carlo I d'Angiò di tutti i membri maschi della Casa reale, e l'eliminazione dello stesso Lancia ad essi fedele, a cui venne confiscata la signoria di Paternò.
Paternò, in epoca angioina, divenne dominio di un certo Nicolò di Bonifacio, la cui unica figlia Giacoma, fu moglie dello svevo Manfredi Maletta, conte di Mineo, e passò in dote a quest'ultimo. Il Maletta, che nell'ambito della rivolta dei Vespri siciliani scoppiata nel 1282 contro i dominatori angioini, sostenne l'intervento degli Aragonesi nell'isola, li tradì nel 1299 per passare dalla parte degli Angioini; il principe Federico d'Aragona, divenuto Re di Sicilia nel 1296, gli confiscò la terra di Paternò e la concesse ad Ugo di Empúries, conte di Squillace.

### Il periodo della Dinastia aragonese: laCamera Reginalee l'infeudamento di Paternò agli Speciale e ai Moncada (1299-1456)

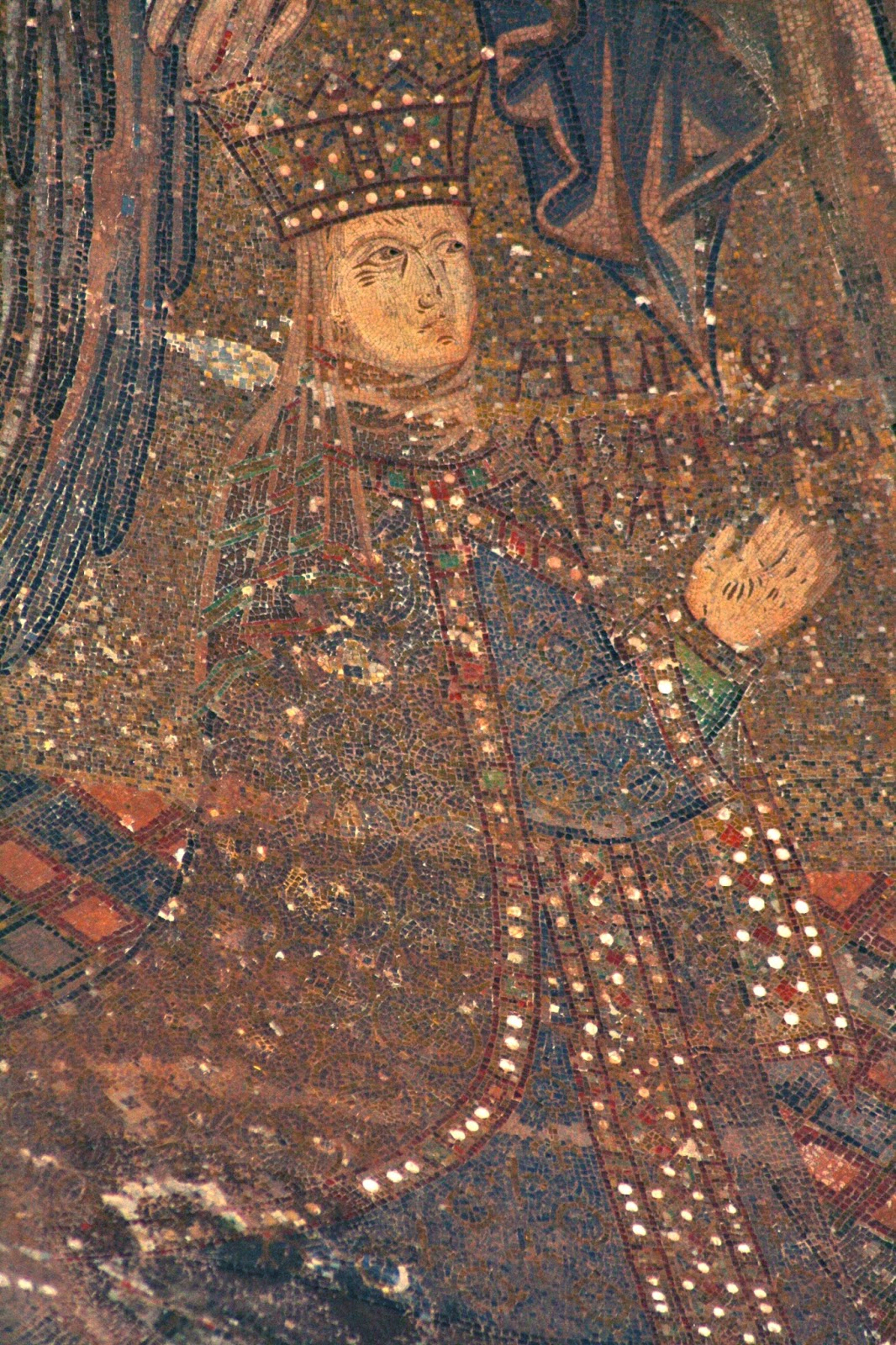
La regina Eleonora d'Angiò

La signoria su Paternò del Conte di Squillace fu molto breve, poiché questi nel 1301 rimise i suoi beni feudali al Re di Sicilia per tornare in Aragona. Federico III di Sicilia, che nel 1302 sposò Eleonora d'Angiò, figlia del re Carlo II di Napoli, assegnò Paternò, insieme con le città di Siracusa, Lentini, Avola, Mineo, Vizzini, Francavilla, Castiglione, con l'isola di Pantelleria e con la terricciuola di Santo Stefano di Briga presso Messina, al dotario della consorte, rinverdendo e disciplinando in tal modo l'antico beneficio goduto dalle sovrane normanne in un istituto detto Camera Reginale, sorta di dicastero di ambigua natura tra feudo e demanio retto da un protonotaro della Camera, preposto all'amministrazione di un gruppo di terre, le cui rendite venivano a costituire appannaggio delle regine di Sicilia.
Il Re Federico III morì a Paternò la notte del 23 giugno 1337 nell'Ospedale della Commenda dell'Ordine di San Giovanni in Gerusalemme - sito fuori dalla cinta muraria della città - dopo essere stato qui ricoverato, mentre ammalato di podagra, da Enna si recava a Catania. La sua consorte, stabilì la sua residenza a Paternò, prima di ritirarsi a vita religiosa. La Regina Eleonora, prima di morire donò ai Padri Conventuali il suo palazzo in Paternò, con annessa la chiesa di San Giorgio, poi divenuta di San Francesco. 
La permanenza di Paternò all'interno della Camera reginale, cessò temporaneamente nel 1365, con il re Federico IV di Sicilia che assegnò Paternò ad Artale Alagona, conte di Mistretta, con cui la città riebbe lo status di contea avuto in epoca normanna, avendo l'Alagona permutato la terra e il castello con la Contea di Mistretta. Gli Alagona persero Paternò nel 1396, a seguito di confisca ordinata dal re Martino I di Sicilia per l'accusa di fellonia a loro carico, e il medesimo, nel 1403 la reinserì nella Camera Reginale, a disposizione della sua consorte la regina Bianca di Navarra, che due anni più tardi codificò un sistema di norme civili denominato Consuetudini di Paternò. Paternò fu una delle nove terre reginali a ribellarsi alla Regina Bianca, e si schierò dalla parte di Bernardo Cabrera, conte di Modica e giustiziere del Regno, che capeggiò tale rivolta. Tuttavia nel 1412, l'elezione del principe Ferdinando di Trastámara, a re della Corona d'Aragona, pose fine alla lotta tra il Cabrera e la Regina Bianca, e la città tornò ad appannaggio di costei.
Il 12 novembre 1431, a motivo dei pesanti bisogni finanziari del Regno aragonese, gravato degli oneri della guerra con Napoli per la successione sul trono napoletano, Paternò veniva venduta, in ricompensa dei servigi resi alla Corona e con riserva di ricompra (jus luendi), per 24.000 fiorini a Niccolò Speciale, barone di Spaccaforno; con lui, per la città, ebbe inizio un primo esperimento di regime feudale.  Lo Speciale emanò dei Capitoli con cui nel 1435 regolamentava la gabella del pescato. Alla sua morte, nel 1443, la signoria feudale passò al figlio Pietro, anch'egli personalità di rilievo nell'amministrazione pubblica. Ma nel 1446 le pressioni dei cittadini - volontariamente assoggettatisi a una colletta per sovvenire alle spese del riscatto - conseguirono la reintegrazione, in adempimento della clausola di ricompra, della città nel regio demanio.
Il periodo di reintegro al demanio di Paternò durò appena un decennio, poiché il 15 dicembre 1456, per lo stesso prezzo in precedenza pagato dallo Speciale, acquistò il dominio del feudo «cum omnibus pratis, silvis, nemoribus, arboribus domesticis et silvestribus, pascuis defensis et vetitis»  - come dal privilegio del 15 luglio 1458 del re Alfonso V d'Aragona - Guglielmo Raimondo Moncada, conte di Adernò.
Paternò ebbe in epoca tardomedievale l'appellativo di «Città», come attestato da un diploma del 1473 dell'arciprete Antonio de Rocco, un titolo che solitamente spettava alle sedi arcivescovili.

## Storia moderna

### La signoria dei Moncada (1456-1565)

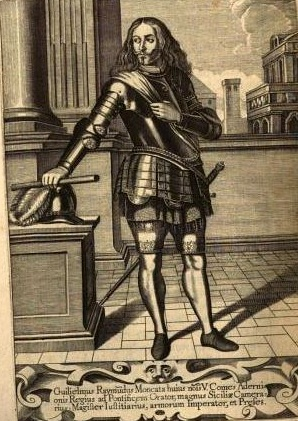
Guglielmo Raimondo V Moncada, conte di Adernò, e divenuto Signore di Paternò nel 1456.

Il dominio feudale dei Moncada su Paternò, durò per quasi quattro secoli. Di origine catalana, essi erano una delle famiglie più potenti della Sicilia, sia a livello politico che economico. Giunsero nell'isola alla fine del XIII secolo con Guglielmo Raimondo di Moncada dei baroni di Aitona, venuto al seguito degli Aragonresi nelle Guerre del Vespro contro gli Angioini. 
L'infeudamento di Paternò da parte dei Moncada provocò risentimento e ribellione tra i suoi cittadini. Nel 1492, il conte Giovanni Tommaso Moncada, signore della città, per assicurarsene il possesso, versò 28.000 fiorini a Enrique Enríquez de Quiñones, che deteneva lo ius luendi su Paternò. Contestualmente, gli abitanti di Paternò diedero corso ad una richiesta di annullamento della vendita fatta dalla Corona al Moncada, con riscatto e suo reintegro al demanio regio, fondata sulla considerazione che la loro terra era tra quelle dichiarate demaniali ed inalienabili dal parlamento di Siracusa del 1398. Le loro perorazioni si infransero contro la forza del privilegio baronale, reiterandosi senza esito per alcuni decenni, rese inefficaci dal prestigio e dalla potenza dei Moncada e dalla loro influenza negli ambienti di corte e nelle sedi giurisdizionali.
Nell'anno medesimo, i Re cattolici emanarono il Decreto di Alhambra, che stabiliva l'espulsione degli Ebrei dai territori della Corona d'Aragona e del Regno di Castiglia e León, nonché l'obbligo alla conversione al Cattolicesimo di quelli che rimanevano. A Paternò, viveva una comunità di religione ebraica formata 40 famiglie, concentrata a levante del colle in un quartiere denominato Giudecca, e attiva nel commercio. Il Conte Gian Tommaso, che ricopriva l'incarico di Gran giustiziere del Regno di Sicilia, riunì - con l'assenso del viceré Fernando de Acuña y de Herrera, conte di Buendía - i giudici della Magna Curia e i Maestri razionali del Real Patrimonio, ed assieme a costoro, il 20 giugno 1492, elaborò e firmò un memoriale indirizzato al re Ferdinando il Cattolico, secondo il quale l'espulsione di massa degli Ebrei dai territori dell'Aragona e della Castiglia, avrebbe comportato delle ricadute negative in termini economici e finanziari. Gli Ebrei rimasti a Paternò, abbracciarono la fede cristiana, ma in molti casi casi non fu una sincera adesione, e perciò numerosi furono i casi di neofitismo. I neofiti dovettero pagare un'imposta del 45% per le esazioni tributarie, e molti di loro subirono tra il 1527 e il 1549 numerose persecuzioni e condanne al rogo in effigie perché contumaci o premorti.
Agli inizi del XVI secolo, Paternò, per la ricchezza delle sue terre, fertili e con abbondanza di acqua, e per la qualità dei suoi prodotti agricoli, venne insignita del titolo di Civitas Fertilissima.  La popolazione, passò dai 767 fuochi (famiglie) stabili del 1505 ai 1359 rilevati nel 1548, per un totale di circa 5.400 anime; non tutti gli abitanti del feudo erano concentrati in città, quasi un quarto vivevano in nuclei sparsi nei circostanti casali, segno della notevole dipendenza della vita locale dalle attività agricole. Queste erano molto più sviluppate che in passato, anche grazie alle vaste censuazioni dei terreni ecclesiastici avviate già dopo la metà del XV secolo da abbazie e monasteri, beneficiari di possedimenti rurali risalenti all’età normanna e al tempo della contea aleramica, che, ceduti in enfiteusi a soggetti rurali o comunque - nei siti più prossimi alla città - lottizzati a civili che si impegnavano a bonificarli e a ben condurli, erano stati gradualmente trasformati in uliveti, vigneti, orti, frutteti, superfici a grano; diffusa ancora era la coltivazione del baco, che dava luogo a una fiorente produzione serica. La ricchezza generale della popolazione cresceva notevolmente e il benessere era diffuso: al censimento del 1548 si rilevarono facoltà complessive (valore dei beni stabili e mobili posseduti) per 57.878 onze, pari a una media di 42,59 onze per famiglia, che era una misura superiore alla media di tutte le città baronali dell'isola, fra le quali, con un totale di 84.189 fuochi, si avevano facoltà per 3.425.777 onze, pari a una media di 40,69 onze per famiglia.
All'epoca in cui signore fu il conte Antonio Moncada, a Paternò la popolazione prese parte alla rivolta del 1516, scoppiata in tutta la Sicilia, contro il viceré Hugo de Moncada. Altro problema dell'epoca, fu il banditismo, e per questo il Conte di Adernò si fece conferire la carica di capitano d'armi per i distretti di Catania, Adernò e Paternò con facoltà di procedere alle pene ex abrupto, si mise alla caccia dei banditi dispersisi per le campagne, e molti ne catturò e giustiziò sul posto. Con lui l’universitas di Paternò addivenne nel 1538 ad una transazione, in forza della quale recedeva da ogni pretesa di reintegra nel patrimonio pubblico in compenso della riduzione di alcuni gravami angarici.

### Il Principato di Paternò (1565-1812)

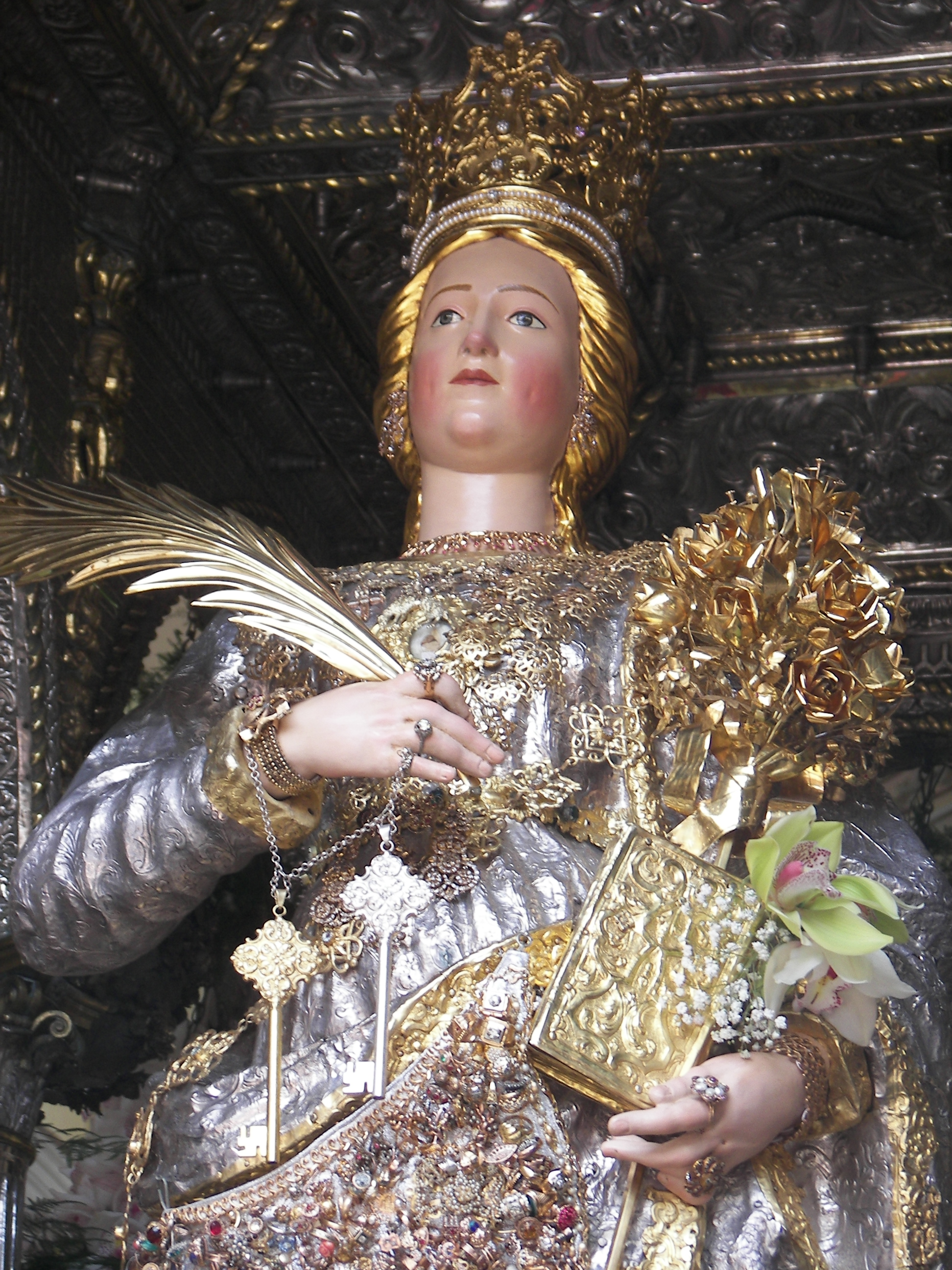
Santa Barbara, patrona della città dal 1576.

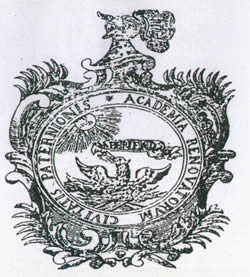
Stemma dell'Accademia dei Rinnovati della Fenice, fondata nel 1634.

L'8 aprile 1565, Paternò fu elevata a rango di elevata a rango di principato per l'investitura ottenuta dal conte Francesco Moncada de Luna a I principe di Paternò da parte del re Filippo II di Spagna con diploma concesso in quella data, resa esecutiva il 3 giugno 1567. Il Principato di Paternò fu uno dei maggiori stati feudali della Sicilia per superficie e popolazione, nonché uno con i più elevati livelli di ricchezza media pro capite, superiori persino a quelli di molte città demaniali. Notevole impulso ebbero le attività agricole, artigianali e commerciali, e molto significativa fu l'affermazione di un ceto borghese costituito da ricche famiglie che formarono l'élite cittadina che governava per conto del Principe.
Cesare Moncada Pignatelli, II principe di Paternò, e la di lui consorte Aloisia de Luna, a Paternò stabilirono la propria residenza e la eressero a sede della propria corte. Il Principe Cesare, che a Paternò vi aveva fondato la locale Compagnia dei Bianchi assieme ai fratelli Ferdinando e Camillo, vi morì nel 1571 a soli 29 anni. Egli fu l'unico dei Principi di Paternò a risiedere stabilmente nella cittadina etnea, dove nello stesso periodo visse anche il fratello minore Fabrizio Moncada con la moglie, la pittrice cremonese Sofonisba Anguissola. La Anguissola visse a Paternò fino alla morte del marito nel 1579, e la sua permanenza nella cittadina etnea è testimoniata dal dipinto della Madonna dell'Itria, conservato all'ex Monastero della Santissima Annunziata.
Tra il 22 luglio e l'8 settembre del 1576, Paternò venne colpita da una grave epidemia di peste che causò circa 70 decessi, e fu aperto un lazzaretto nella chiesa o nei locali annessi alla chiesa della Santissima Annunziata e un convalescenzario in quella di Sant'Antonio Abate., dove gli infermi erano curati da dei medici mandati dalla Principessa Aloisa. Per chiedere la protezione da questa grave epidemia che causò tante vittime, la popolazione paternese si rivolse in preghiera a Santa Barbara, che secondo la tradizione liberò la città dalla peste, e da allora divenne patrona della città.
Nel 1583, Paternò contava 6.415 abitanti, ed il reddito complessivo della cittadinanza ammontava a 123.000 onze, perlopiù in beni immobili e attività agricole. A partire dalla fine del XVI secolo, la città conobbe un processo di espansione urbanistica con la costruzione di nuovi edifici privati, pubblici e sacri (prevalentemente in stile barocco e neoclassico), che gradualmente spostarono l'abitato nella pianura sottostante al colle. La progressiva espansione dell'abitato verso la pianura ad ovest con la nascita di nuovi quartieri e contrade, determinò l'abbandono dell'antico borgo sul colle lavico da parte degli abitanti. Intenso fu lo sviluppo urbanistico e demografico nella "parte bassa" con la costruzione di piazze, strade e vicoli, la bonifica delle zone paludose, l'erezione di edifici religiosi e di abitazioni civili, avvenuta in maniera copiosa e spesso disordinata, che portò alla formazione di nuovi quartieri. Numerose infatti furono le chiese sorte in questo secolo, molte su iniziativa delle confraternite che operarono in città, come la Chiesa del Carmine, la Chiesa della Madonna dell'Itria, la Chiesa di San Domenico, la Chiesa di San Giacomo e la Chiesa di Santa Barbara. Il sostenuto incremento demografico venne favorito dai Capitoli del 1615, emanati dal principe Luigi Guglielmo Moncada d'Aragona La Cerda, che concesse ai forestieri che volessero venire ad abitarvi, una esenzione dalle imposte per dieci anni. Lo stesso Principe Luigi Guglielmo, il 26 aprile 1636, emanò un decreto con il quale veniva decisa la separazione dei territori di Paternò e Malpasso, con quest'ultima che si costituiva casale autonomo e dotato di una propria giurisdizione. Ad accelerare ulteriormente questo spostamento dell'abitato dalla acropoli alla parte "bassa", fu il terremoto del Val di Noto del 1693, che distrusse l'antico abitato sulla rupe basaltica e causò 60 vittime.
Al censimento del 1713, la popolazione di Paternò risulta essere di 6.341 abitanti, e se dal punto di vista urbanistico si assistette alla formazione di nuove strade (via del Cassero Vecchio, via Santa Caterina) e piazze (Quattro Canti), ed al recupero del colle con la costruzione della Scalinata della matrice (verso il 1782), vi fu anche un notevole fiorire di iniziative ed attività di tipo culturale: nei secoli XVII-XVIII, sorsero istituzioni come l'Accademia La Fenice (1634) formata da letterati, e il teatro (1704), quest'ultimo costruito per volontà del marchese Alessandro Chiarenza, che nel 1755 fu donato al Comune.
Il 25 aprile 1714, dimorò nella città il duca Vittorio Amedeo II di Savoia, elevato dalla Pace di Utrecht a Re di Sicilia, con la regina Anna Maria di Borbone-Orléans, ospitati nel palazzo dei marchesi Chiarenza. In quello stesso anno, veniva pubblicato il Libro Rosso, che raccoglieva notizie storiche su Paternò, e che oggi risulta disperso, nel quale veniva confermato l'appellativo di Civitas Fertilissima.
Dal 1736, numerosi furono gli scienziati italiani e stranieri che giunsero a Paternò per studiare il fenomeno delle Salinelle, vulcani di fango situati nella zona nordoccidentale della città. Il primo di costoro fu il medico paternese Vincenzo Chisari, che nel 1773 acquistò un terreno all'Acquagrassa, in cui sorgeva il Fonte Maimonide e vi fece edificare un bagno pubblico. Il XVIII secolo a Paternò, si caratterizzò per le iniziative popolari anti-Moncada, per chiedere la restituzione della città al demanio, come quelle del 1713 in cui i cittadini offrirono ai Principi un'ingente somma per il suo riscatto, del 1720 in cui i paternesi si associarono alla popolazione di Caltanissetta e del 1753, in cui venne rilanciata la lotta giurisdizionale di quarant'anni prima, e tre i tentativi andarono falliti. Nel 1776, i cittadini di Paternò stipularono una transazione con il principe Giovanni Luigi Moncada, per cui, rinunciando essi al loro diritto di compascolo, il Principe in compenso si obbligava a corrispondere molte somme annuali in sollievo della popolazione e ad erogare molte somme in opere pubbliche» per un ammontare di 600 onze l'anno. La città continuò ad ingrandirsi arrivando a contare 9.808 abitanti nel 1798.
Il 22 luglio 1753, Paternò ebbe confermato il titolo di «Città».

## Storia contemporanea

### Paternò dopo l'abolizione del feudalesimo
Nel 1812, il re Ferdinando III di Borbone, in risposta alla rivolta scoppiata nell'isola e all'avanzata napoleonica, concedette ai suoi sudditi del Regno di Sicilia una costituzione, approvata dal Parlamento Siciliano, che sanciva l'abolizione del feudalesimo, e pertanto il Principato di Paternò cessò di esistere, e con esso il dominio dei Moncada sulla città. 
Dopo la caduta di Napoleone e dei vari Stati-fantoccio giacobini, nel 1816 nacque il Regno delle Due Sicilie: Paternò che a inizio XIX secolo contava una popolazione attorno ai 10.000 abitanti, con la riforma amministrativa del 1817 varata dalla Corona borbonica divenne comune circondariale e fu inserita nel Distretto di Catania. Nel 1826-31, veniva costruita la strada rotabile che collegava Paternò con Catania. Nel corso dell'Ottocento, proseguivano con fermento le opere pubbliche iniziate sul finire del secolo precedente, che stavano trasformando il suo arredo urbano con la creazione di nuove strade (via Ferdinandea e via Etnea) e piazze. Prese forma il nuovo centro abitato che mutò definitivamente fisionomia. La città nel 1831 contava 13.540 abitanti, e sotto il profilo economico, l'agricoltura, settore primario della città, era in crisi a causa della mancanza di liquidità da parte dei proprietari terrieri e molti terreni rimanevano incolti. Poco sviluppati i commerci per l'assenza di adeguate vie di comunicazione e modeste sono le attività artigianali. Per quanto concerne l'aspetto culturale della città, nel 1815 l'amministrazione civica istituì tre scuole pubbliche secondarie - il cui insegnamento fu affidato a tre sacerdoti - ospitate nei locali di Palazzo Alessi.
Dopo la fine del feudalesimo e la soppressione del Principato di Paternò, gli abitanti del quartiere di Licodia - che contava una popolazione di circa 2.200 unità - aspirarono alla sua elevazione a comune autonomo, che ottennero con Decreto Reale n. 6372 del 22 agosto 1840, che stabilì la sua istituzione al 1º gennaio 1841.
Nella Sicilia borbonica si diffuse tra la popolazione un sentimento ostile alla Casa reale, che insorse con i moti del 1820, del 1837 e del 1848. A Paternò, dove parte dell'élite cittadina aderì alle idee liberali diffusesi all'epoca, tali avvenimenti, verificatisi nei maggiori centri dell'isola, ebbero scarso eco e la stragrande maggioranza della popolazione non partecipò ad alcuna rivolta popolare. Il 4 ottobre 1841, il re Ferdinando II delle Due Sicilie e la sua consorte, la Regina Maria Teresa, in visita in Sicilia, recarono visita a Paternò, dove la popolazione li accolse benevolmente.
Nel 1816, era stata fondata la sezione cittadina della Carboneria, che vide l'adesione di esponenti della piccola borghesia, del clero e di militari. La carboneria paternese ebbe fra i suoi maggiori esponenti tre religiosi, i sacerdoti don Pietro Ardizzone, don Francesco Rizzo e don Vincenzo Sciacca, nonché personalità della piccola nobiltà cittadina quali Diego Amore Scammacca (sindaco nel 1818), Gioacchino Cara, Pasquale Cutore, e molti altri. Ciò malgrado, dopo la rivoluzione siciliana del 1848, alla Camera dei comuni del nuovo parlamento isolano, furono eletti i deputati paternesi Alessandro Coniglio ed Emanuele Bellia, che votarono per la decadenza dei Borbone. A Paternò mancò un reale contributo militare all'insurrezione, nonostante l'organizzazione della Guardia Nazionale sotto il comando del barone Francesco Ciancio Tripi: anzi il manipolo di prodi partito dalla città per congiungersi con la sparuta schiera di Biancavilla e con questa assaltare il Castello Ursino a Catania, fece ritorno senza aver sparato un sol colpo, messo in fuga dai rombi dell'artiglieria regia.  Così, quando in settembre le truppe napoletane irruppero in città per ridurla all'obbedienza, non vi trovarono altro che quiete e resa.

### Il Risorgimento, il periodo post-unitario e i moti del 1896

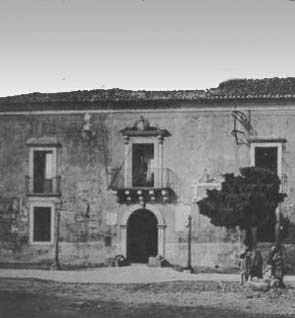
Palazzo Alessi, in una foto di fine XIX secolo

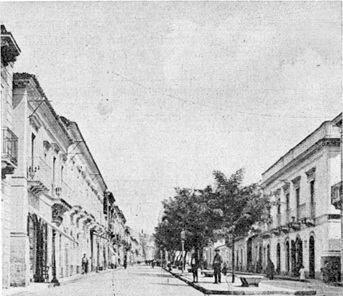
Uno scorcio della Via Vittorio Emanuele nella zona delle Palme, alla fine del XIX secolo

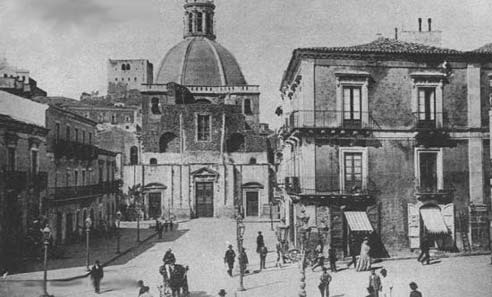
Piazza Indipendenza in una foto risalente alla fine dell'Ottocento

Il 4 aprile 1860, a Palermo scoppiò l'ennesima insurrezione anti-borbonica, che andò a diffondersi rapidamente in tutta l'isola. Anche a Paternò l'insurrezione antiborbonica ebbe una grossa partecipazione popolare, dove il 17 maggio 1860, Santi Correnti del Comitato Insurrezionale Centrale issò il primo Tricolore in città. Altri importanti membri del movimento risorgimentale paternese furono anche i fratelli Federico e Francesco Ciancio, Onofrio Caruso, Francesco Correnti (fratello del precedente), Giuseppe Longo e Cesare Moncada. Al momento in cui scoppiò la rivolta, ci furono vittime e vendette private da entrambe le parti e con finale fuga delle autorità e dei gendarmi.
I volontari in camicia rossa di Giuseppe Garibaldi arrivarono a Paternò, dove sconfissero un reparto dell'esercito borbonico guidato dal colonnello Mella, e questa impresa consentì successivamente ai garibaldini di conquistare Catania.
A seguito della proclamazione del Regno d'Italia il 17 marzo 1861, alla "strada dritta" di Paternò - inizialmente via Ferdinandea - fu data l'intitolazione di via Vittorio Emanuele, in onore al re Vittorio Emanuele II. Iniziarono le prime cospirazioni filoborboniche represse dalla Guardia Nazionale e i Carabinieri Reali, che portarono all'arresto di numerose spie e cospiratori. Il 14 luglio 1864 Giuseppe Garibaldi venne accolto festante in città dalle forze armate e dalla popolazione, e gli venne pure intitolata un'importante via del centro storico. Primo sindaco di Paternò dopo l'Unità d'Italia fu Giuseppe Maria Cara, che in carica fino a dicembre, venne succeduto da Onofrio Caruso. Al primo censimento del 1861 la città registrò 15.201 residenti. Nel 1866, a ridosso della collina, nei locali dell'antico monastero benedettino dell'Ordine di Josaphat fu aperto l'ospedale cittadino, il Santissimo Salvatore. 
Dopo l'Unità, a Paternò continuarono a persistere le stesse problematiche dell'era borbonica. Una vasta porzione di territorio era infestata dalla malaria, per la vicina presenza del fiume Simeto, e il problema venne gradualmente risolto con le prime bonifiche delle zone paludose nella Piana di Catania, avviate il secolo precedente ed attuate nel corso dei decenni successivi. Si verificò un peggioramento delle condizioni socio-sanitarie, con la diffusione di epidemie quali il colera, il tifo bovino e la malaria. Della presenza della malaria a Paternò a fine XIX secolo, dovuta alla vicinanza delle aree paludose del Simeto e delle risaie, fece menzione il romanziere vizzinese Giovanni Verga nella sua novella Malaria del 1876:
Invano Lentini, e Francofonte, e Paterno, cercano di arrampicarsi come pecore sbrancate sulle prime colline che scappano dalla pianura, e si circondano di aranceti, di vigne, di orti sempre verdi; la malaria acchiappa gli abitanti per le vie spopolate, e li inchioda dinanzi agli usci delle case scalcinate dal sole, tremanti di febbre sotto il pastrano, e con tutte le coperte del letto sulle spalle. ...
La forte presenza del latifondo non permise un corretto sviluppo delle attività agricole, neppure a seguito della lottizzazione delle terre demaniali avvenuta dopo il 1869, che favorì maggiormente i grandi proprietari terrieri e non i piccoli coltivatori. Fu l'inizio delle prime agitazioni sociali, e a cominciare dagli anni settanta del XIX secolo, a Paternò nacquero diverse organizzazioni dei lavoratori, la prima di queste nel 1875, la Società degli operai, alla quale seguì la formazione di altre associazioni sindacali.  Il 7 febbraio 1886, per iniziativa di 74 soci, venne fondata una banca cooperativa, che successivamente divenne Banca Popolare di Paternò. Nel 1891, a Catania, il deputato socialista Giuseppe De Felice Giuffrida fondò il movimento dei Fasci siciliani: una sede cittadina del nuovo movimento sorse anche a Paternò, che fu uno dei primi in tutta l'isola, e contava già 300 soci. Il Fascio dei lavoratori di Paternò, nel 1892 codificò il proprio statuto che tra i suoi contenuti prevedeva la partecipazione alla Festa del lavoro.
Nel 1895, veniva inaugurata la Stazione della Ferrovia Circumetnea di Paternò, che collegò per mezzo di una linea ferroviaria la città con Catania. Alla vigilia del XX secolo, Paternò dal punto di vista economico attraversò una pesante fase depressiva dovuta alla crisi agricola, che risentì della concorrenza degli agrumi provenienti da Spagna e Stati Uniti sui mercati e dell'aumento dei costi di manodopera. In aumento furono i casi di disagio sociale tra la popolazione con la diffusione dell'accattonaggio e della prostituzione femminile per problemi economici. Tra la fine dell'Ottocento e l'inizio del Novecento, aumentò comunque la superficie agraria e forestale del territorio, che si arricchì così di agrumeti, fattore quest'ultimo che attrasse le migrazioni di braccianti agricoli (detti «agrumari») provenienti dai comuni confinanti della stessa provincia e dai comuni rurali delle province di Enna e di Messina. Fiorenti erano anche le attività manifatturiere, e nel medesimo periodo, sorsero a Paternò le società operaie e le cooperative agricole.
Ma le condizioni di vita dei ceti più umili della popolazione paternese rimanevano precarie, e il loro disagio si manifestò chiaramente con i tumulti che a Paternò ebbero luogo tra il 19 e il 26 aprile del 1896. A scatenare la protesta dei cittadini fu l'introduzione di un'imposta comunale sui generi di largo consumo che aveva sostituito quella sul focatico, con assalti al municipio, agli uffici delle imposte e al carcere. La rivolta fu duramente repressa con l'intervento prefettizio, e la nuova imposta venne soppressa, con la legge n. 551 emanata dal governo presieduto dal marchese Antonio Di Rudinì il 24 dicembre dello stesso anno, che cancellò tutti i pagamenti dei debiti arretrati e relativi interessi dei comuni siciliani, che furono soddisfatti con un mutuo.

### Il Novecento e il periodo fra le due guerre mondiali (1900-1945)

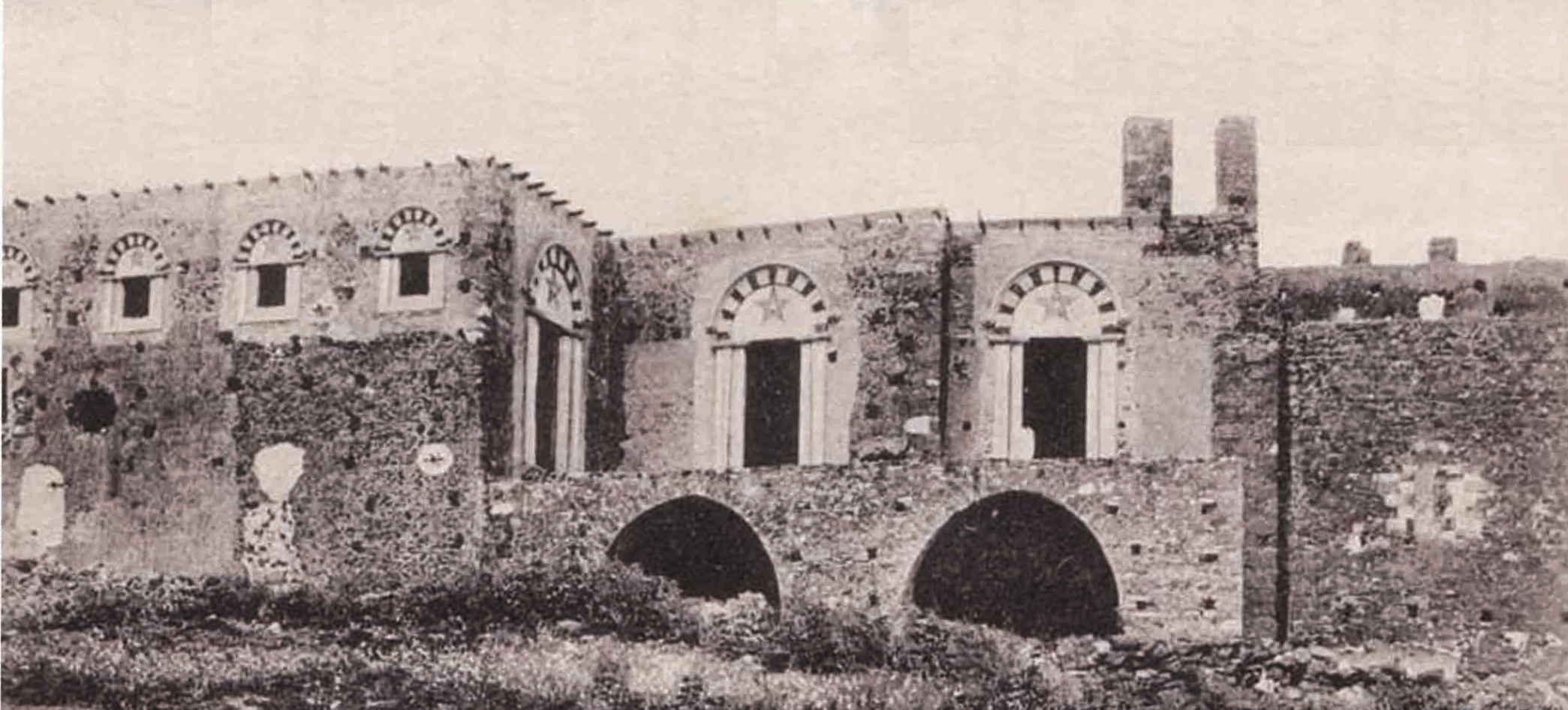
La chiesa sconsacrata di San Francesco sulla collina, in una foto del 1907.

Scalinata della matrice agli inizi del Novecento.

L'inizio del XX secolo a Paternò, fu caratterizzato da discreti progressi in campo socio-economico e culturale. Aumentò la popolazione che passò dai 15.778 nel 1871 e 17.162 nel 1881, fino ai 22.857 nel 1901 ed i 29.088 nel 1911.
La legge varata dal governo nazionale nel 1896, che saldò il deficit di bilancio comunale, consentì al Comune di Paternò di poter disporre di risorse necessarie per effettuare investimenti: nel 1898, fu acquistato il manoscritto Storia di Paternò, finito nel 1808 per opera di frà Placido Bellia; nel 1900 fu restaurato il Castello Normanno; nel 1902 un contratto stipulato dal Comune con una ditta elettrotecnica catanese fornì la città della corrente elettrica; nel 1904 venne istituito un liceo, il Regio Ginnasio "Mario Rapisardi"; nel 1907 fu costruito il ponte sul Simeto, importante mezzo di comunicazione stradale che servì a favorire i commerci con i comuni limitrofi.. 
Importante fu anche lo sviluppo edilizio con la costruzione di palazzine nelle vie principali della città, in stile architettonico eclettico o liberty. Riprese la produzione del baco da seta, che determinò lo sviluppo di numerose attività industriali nel settore tessile come i telai per la lavorazione del cotone, gli opifici per la produzione di corde, e le tintorie. Aumentò la superficie coltivabile, grazie alle opere di bonifica delle aree paludose del Simeto (avviate dal 1781) e la lotta ai parassiti che infestavano le colture. Ciò diede un notevole impulso alle attività agricole, in particolare le colture di agrumi, pistacchio, castagno, ortaggi e vitigni.
Nel 1915, l'Italia fece il suo ingresso nella prima guerra mondiale a fianco delle potenze della Triplice intesa. Molti giovani paternesi vennero mandati sul fronte di guerra, e di questi, circa 600 furono coloro che persero la vita. In loro onore, nel 1931 verrà eretto il Monumento ai caduti in piazza Santa Barbara. L'8 ottobre 1921 il principe ereditario Umberto II di Savoia, recò visita alla città etnea.
Nonostante la vittoria nella Grande Guerra, in Italia si verificarono malcontento popolare e disordini di ogni tipo, e la debolezza dello Stato liberale, portò successivamente all'ascesa del Fascismo dopo la Marcia su Roma del 1922 guidata da Benito Mussolini, a cui il re Vittorio Emanuele III affidò il governo. A Paternò, la rivoluzione fascista penetrò senza fervore di entusiasmi con l'istituzione il 2 febbraio 1923 del Fascio cittadino, cui seguì la costituzione delle varie formazioni giovanili e del sindacato fascista. Segretario cittadino del Partito Nazionale Fascista fu l'ingegner Rosario La Russa, che ebbe l'incarico di podestà della città etnea. In epoca fascista, venne definitivamente debellata la malaria - la cui ultima epidemia si ebbe nel 1925 - grazie alla bonifica integrale operata nella Valle del Simeto, a seguito della quale nel 1927 fu fondato il borgo contadino di Sferro, dove fu introdotta la coltivazione del grano. Le condizioni economiche di Paternò durante il Ventennio, a differenza di altri comuni dell'isola, in generale si presentavano discrete: oltre al redditizio commercio delle arance, Paternò poteva vantare una centrale per la produzione e distribuzione dell'energia elettrica, una fabbrica di ghiaccio. Ma permaneva un alto indice di disoccupazione. La crescita economica annua nel suo complesso non superava l'1%. Scarso era il consumo di carne bovina, più diffuso invece il consumo di carne ovina. L'alimentazione era fondata su legumi, verdura e frutta, scarse le proteine animali.
Nel 1926, fu istituita la biblioteca comunale, su iniziativa e interessamento dei professor Giuseppe Musarra del Regio ginnasio Rapisardi di Paternò, con una discreta raccolta di volumi donati al Comune nel 1835 dal dottor Antonino Mazzamuto e con altri volumi abbandonati nell'antico convento francescano sulla collina. Nel 1928, il podestà cavalier Carmelo Moncada, introdusse l'uso dello sparo della bomba al Castello Normanno come segnale orario di mezzogiorno, che oggi viene praticato solo annualmente alle 8 del mattino in occasione dell'avvio della festa patronale di Santa Barbara. La grande depressione del 1929, colpì anche il settore agricolo, primario nell'economia paternese, che tuttavia manifestò una fase di ripresa a seguito delle politiche economiche autarchiche attuate dal Governo Mussolini dopo le sanzioni del 1936, che consentì di proteggere i prodotti agricoli, quali cereali e agrumi, dalla concorrenza straniera.
Nel 1939, scoppiò la seconda guerra mondiale, e a Paternò, erano stati effettuati preparativi bellici già nel 1937: seguendo l'esempio di tanti comuni italiani, Paternò aveva apprestato un sistema di difesa antiaerea consistente in lampade solari per l'oscuramento della città, e si provvide anche a costruire un bunker antiaereo, attiguo alla caserma dei carabinieri, che potesse ospitare 50 individui in caso di bombardamento aereo. Nel 1942, diversi palazzi della città furono requisiti per esigenze militari, e vi si insediarono i comandi militari delle forze dell'Asse. Ma i primi disastri per la città e per la sua gente arrivarono dopo le prime sconfitte militari riportate dalle forze dell'Asse italo-tedesco sul Mediterraneo: il pomeriggio del 14 luglio 1943, un pesante bombardamento compiuto dall'aviazione anglo-statunitense, recò morte e distruzione. Successive incursioni dell'aviazione alleata si verificarono fino al 2 agosto, che distrussero l'80% dell'abitato e causarono 2.320 feriti. Il numero di morti, che la storiografia ufficiale quantifica ad oltre 4.000 unità, in base a ricerche storiche compiute nei decenni successivi - tra cui quelle effettuate dallo storico e giornalista paternese Ezio Costanzo - si aggirerebbe attorno alle 500 unità, e pertanto le stime fatte all'epoca sono state ritenute errate. Inoltre tali cifre sembrano errate considerando pure i dati forniti dall'AMGOT dopo il conflitto, che parlano di 4.918 vittime e 4.054 feriti in tutta la provincia di Catania. Il maggior numero di civili deceduti sotto i bombardamenti fu registrato nel quartiere Montecenere, e molti loro cadaveri furono bruciati. Assieme al quartiere Montecenere fu raso al suolo anche parte del quartiere San Gaetano ed altri quartieri storici della città. Ad essere colpito dall'aviazione alleata fu anche l'ospedale da campo allestito al Giardino Moncada dal frate cappuccino padre Vincenzo Ravazzini, nonostante non si trattava di un presidio militare, bensì di una zona di ricovero per i civili; il Ravazzini morì il 15 luglio nel bombardamento assieme tutti i civili ricoverati.
Le battaglie terrestri per l'avanzata alleata su Paternò si svolsero a Sferro e Gerbini: dal 18 al 21 luglio, nei pressi di Sferro, la 51ª Divisione dell'esercito britannico combatté una violenta battaglia contro la divisione tedesca Hermann Göring, che bloccò la loro avanzata e impedì di entrare nella Piana di Catania. A Gerbini gli Highlanders scozzesi attaccarono il 20 luglio la base aerea, ma furono respinti dagli avversari il giorno dopo. Lo scontro fu durissimo, i militari caduti da ambo le parti furono oltre centinaia e si concluse il 5 agosto, con la ritirata dei militari tedeschi presenti nella zona, e la successiva occupazione della città da parte delle forze del reparto scozzese dell'esercito britannico. Nel 1944 il governo militare alleato nominò sindaco della città il colonnello Natale Strano.

### Dal dopoguerra al XXI secolo

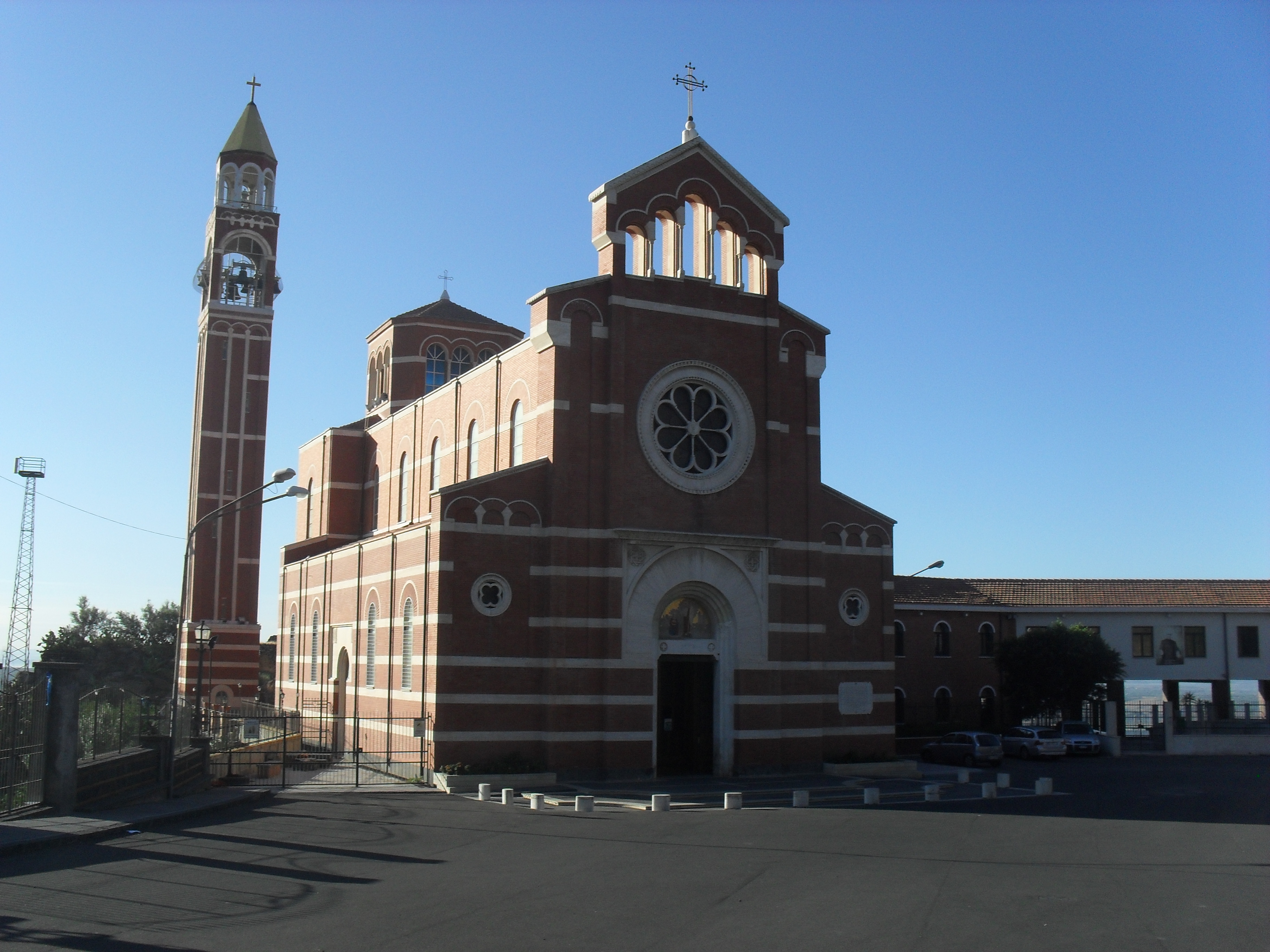
Il Santuario della Madonna Consolazione, costruito negli anni cinquanta sullo stesso sito in cui sorgeva l'antico edificio distrutto dai bombardamenti aerei del 1943.

Paternò uscì gravemente danneggiata e segnata dai terribili bombardamenti del 1943, in cui molti civili inermi perirono sotto le macerie. Caduto il Fascismo, anche a Paternò, come in altre zone dell'isola, entrarono in azione i movimenti separatisti quali il MIS e l'EVIS. Ristabilitasi la pace, alle prime consultazioni elettorali, svoltesi poco dopo l'entrata in vigore della repubblica in Italia come ordinamento politico nel 1946 - scelta per pochi consensi di vantaggio al referendum istituzionale rispetto alla opzione monarchica - a Paternò il MIS conseguì un ragguardevole risultato elettorale: su 16.794 votanti a votarlo furono 3.815 (il 22,7 %), che era in valore assoluto, fra i comuni della provincia, la più elevata quota di suffragi dopo quella del capoluogo regionale, tanto da permettergli di eleggere il primo sindaco dell'epoca repubblicana nella persona del prof. Vincenzo Puglisi, che fu in carica per sei mesi. Al referendum istituzionale il risultato di Paternò fu di 10.109 voti a favore della monarchia, e 5.070 a favore della repubblica. Ma con il tramonto del MIS, a Paternò il maggior partito politico divenne la Democrazia Cristiana, che assorbì tra le sue file gli esponenti separatisti, espresse tutti i sindaci della città dal 1947 al 1992, ed ebbe tra i suoi principali esponenti personalità come Barbaro Lo Giudice, Salvatore Sinatra, Gioacchino Milazzo, Antonio Torrisi e Nino Lombardo. Nel 1946, a Paternò veniva fondata la prima sezione del Movimento Sociale Italiano della provincia di Catania, per iniziativa del dott. Salvatore Condorelli, assieme al Cav. Federico Ciancio, il dott. Vincenzo Garraffo e il dott. Salvatore Rapisarda, e che ebbe tra i suoi principali esponenti Antonino La Russa.
La ricostruzione post-bellica a Paternò fu molto lenta, ma un importante contributo lo diede il commendatore Michelangelo Virgillito, finanziere paternese emigrato da giovane a Milano. Virgillito si assunse l'onere di ricostruire il Santuario della Consolazione, semidistrutto dai bombardamenti nel periodo bellico e dichiarato pericolante.; a Virgillito si devono anche le spese per la ricostruzione di altri edifici sacri di Paternò, nonché per la casa della Carità "Mamma Provvidenza", la casa del fanciullo "Papà Domenico", le scuole materne, per la biblioteca comunale (in occasione della sua inaugurazione nel 1951 donò un mobile contenenti i volumi della Enciclopedia Treccani), per attrezzare l'ospedale civico, ed altro ancora. Paternò mutò sotto l'aspetto urbanistico, con la costruzione di nuovi edifici e spazi pubblici - come l'inaugurazione della villa comunale, il Giardino Moncada (1953), la costruzione del palazzo delle Poste nell'area su cui sorgeva il teatro (1957), lo stadio comunale (1957), l'edificazione del nuovo municipio in piazza Repubblica (1960), e l'apertura dei nuovi locali dell'ospedale "Santissimo Salvatore" (1966) - ma nel contempo si verificò uno sviluppo disordinato dell'abitato a causa dell'abusivismo edilizio. Di rilievo anche l'apertura di nuove strade e l'espansione del centro abitato verso la parte settentrionale del suo territorio, in particolare lo sviluppo nell'area PEEP indicata dal Comune, dal 1976, del Quartiere Ardizzone, che vide prendere forma verso la fine degli anni ottanta.

Piazza Regina Margherita, detta "i Quattro Canti", in un'immagine degli anni settanta

Ripresero le attività economiche, soprattutto quella agricola attrezzata e ammodernata, che grazie alla fertilità dei suoi terreni vide incrementare le produzioni di agrumi, ortaggi, pomodori e olive, con le arance - in particolare la sanguinella - che conobbero le esportazioni verso i mercati esteri. Importanti furono anche la ripresa delle attività artigianali con la lavorazione della pietra lavica e dei carretti, lo sviluppo delle attività commerciali e terziarie in centro, e di quelle industriali in contrada Trefontane.

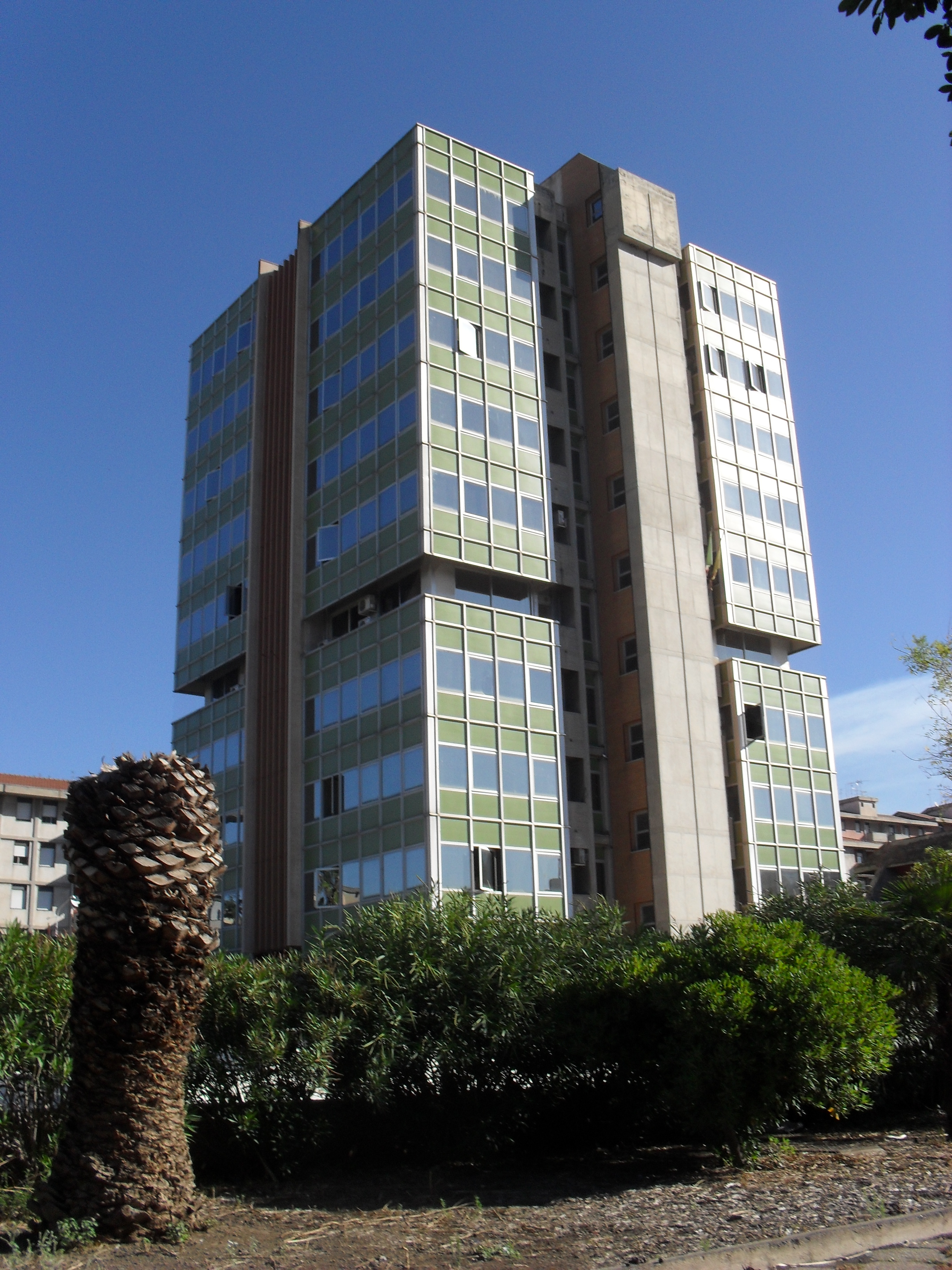
Il Palazzo del Municipio di Paternò al Quartiere Ardizzone, costruito agli inizi degli anni ottanta, oggi sede degli uffici comunali.

A partire dagli anni ottanta, Paternò fu caratterizzata da crisi socioeconomica e culturale, ma soprattutto dall'instabilità delle sue amministrazioni comunali che ne causarono l'immobilismo politico. Ciò malgrado, il 21 settembre 1983, l'Assessorato regionale all'Urbanistica approvava il primo Piano regolatore generale elaborato dal Comune, che disciplinò le costruzioni di edifici secondo le norme previste, ma che allo stesso tempo non fu in grado di eliminare la piaga dell'abusivismo edilizio, che proseguiva in altre aree della città. In quello stesso anno, con D.P.R. del 9 febbraio 1983, Paternò ricevette il Titolo di Città. Gli ultimi decenni del XX secolo, furono altresì caratterizzati dall'esplosione del fenomeno della criminalità organizzata: nell'area compresa tra Paternò, Adrano e Biancavilla, si verificarono numerosi omicidi di tipo mafioso di esponenti delle cosche colà operanti, tali da fargli avere l'appellativo di Triangolo della morte. 
I problemi della città si aggravarono nei decenni successivi fino ai primi del XXI secolo. Tra gli eventi più significativi si ricordano: la questione del termovalorizzatore del 2005-2008, la cui costruzione era stata decisa dalla Regione Sicilia con il placet dell'amministrazione comunale di Paternò - allora guidata da una coalizione di centrodestra con il sindaco, l'avvocato Giuseppe Failla - che generò le proteste dei cittadini, contrari alla sua realizzazione, attraverso numerose manifestazioni che indussero il governo regionale a rimuovere il sito di contrada Cannizzola a Paternò dalla lista dei quattro siti in cui bisognava realizzare gli impianti per lo smaltimento dei rifiuti. All'affare termovalorizzatore seguì l'arresto dell'assessore comunale ai Servizi sociali, Carmelo Frisenna, indagato per il reato di associazione mafiosa da parte della DDA di Catania. Nel 2010, a Paternò scoppiò la crisi dei rifiuti del 2010, dovuta alla mancata raccolta dei rifiuti in città da parte degli operatori ecologici della ditta incaricata per i servizi di nettezza urbana, in sciopero per i mancati pagamenti degli stipendi, risoltasi con l'intervento dell'Esercito, inviato dall'allora Ministro della Difesa, il paternese Ignazio La Russa.